# Греция в Первой мировой войне
Королевство Греция вступила в Первую мировую войну 2 июля 1917 года, до этого сохраняла нейтралитет, однако после отречения прогермански настроенного короля Константина, Греция объявила войну Центральным державам и выступила на стороне Антанты.

## Греция в начале войны

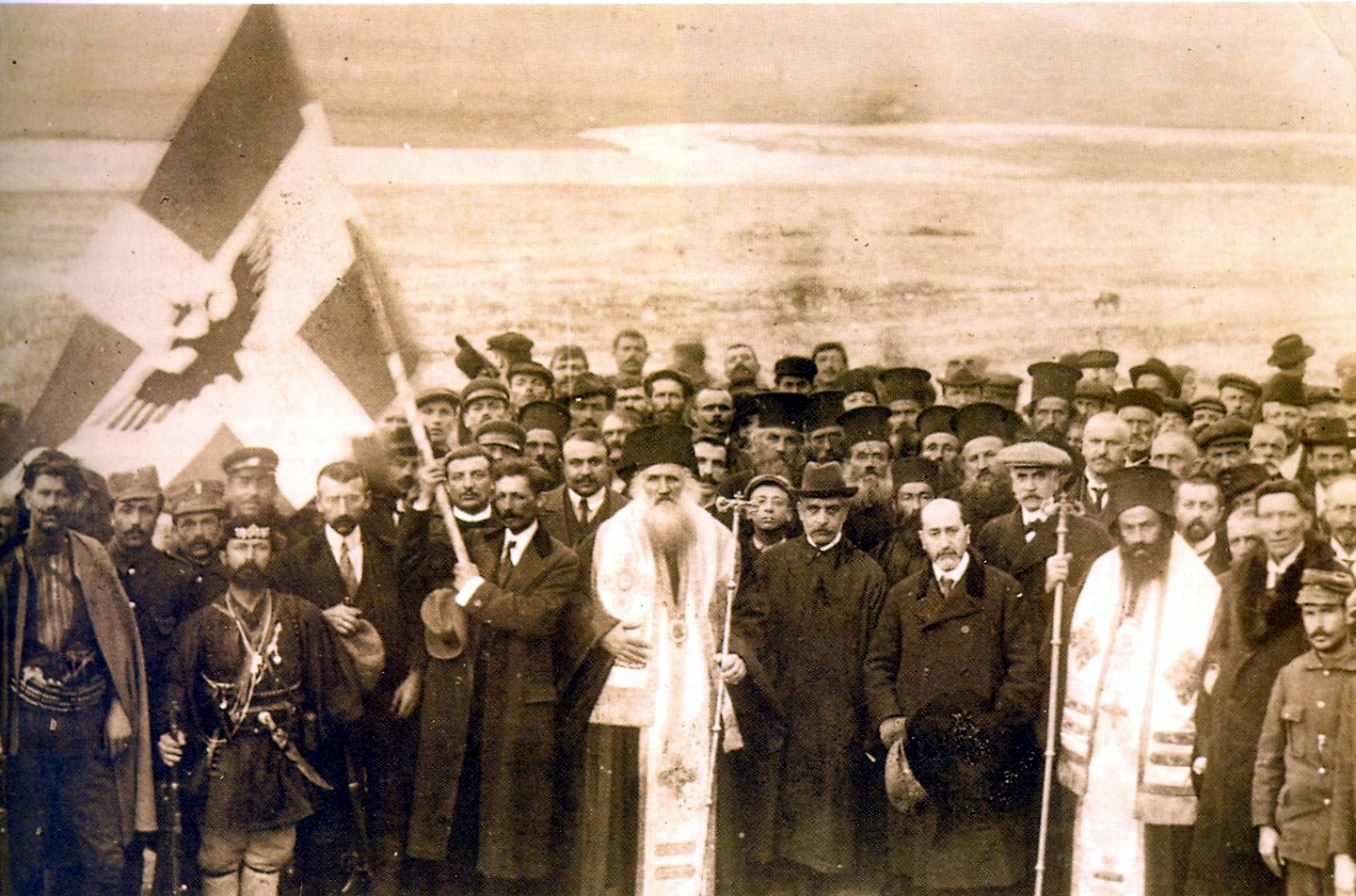
Официальное объявление греческой автономии в Гирокастре (1914 год)

С началом Первой мировой войны, Греция провозгласила нейтралитет.
С периода Балканских войн (1912-1913), когда греческие войска заняли  Северный Эпир, который оставили по настоянию Великих держав в пользу только что созданного албанского государства. 
После начала Первой мировой войны, в октябре 1914 года, греческие войска вновь заняли Северный Эпир, но оставили его всего лишь через месяц, по настоянию Антанты, и в обмен на признание греческого суверенитета над островами Эгейского моря. Уход греческой армии вызвал автономистское движение местного греческого населения. 
В 1915 году в Албании высадились итальянские войска.

## Греция перед вступлением в войну
Главным сторонником вступления в войну на стороне Антанты в Греции был премьер-министр Элефтериос Венизелос. Он делал все возможное, чтобы втянуть Грецию в войну против Центральных держав. В 1913 году между Сербией и Грецией был заключен договор о взаимной помощи, обязывающий прийти на помощь Сербии в случае нападения на неё. На этот договор ссылался Венизелос. Однако король Греции Константин I симпатизировал Германии, поскольку был шурином германского императора, обучался в Германии и не желал вступать в войну на стороне Антанты. Король и противники Венизелоса, заявляли, что сербско-греческий договор недействителен; в этих условиях Венизелос был отправлен в отставку в октябре 1915 года. Подобная политическая борьба обернулась Национальным расколом для Греции.
Все это время сербско-болгарский конфликт усугублялся, и наконец Болгария объявила войну Сербии, что создало непосредственную угрозу для восстановленной греческой провинции Македония, в том числе стратегически важного порта Салоники.  28 мая 1916 года правительство Скулудиса передало стратегически важную крепость Рупель в Македонии германо-болгарской армии, после чего греческая общественность возмутилась из-за того, что король оказался неспособным защитить территорию Греции.
В это время Антанта делала все, чтобы втянуть Грецию в войну на своей стороне. В октябре 1915 года в Салониках высадились 150 000 англо-французских солдат. Затем 6 июля 1916 Антанта объявила блокаду Греции и потребовала окончательной демобилизации греческой армии, в которой имели большое влияние прогерманские настроения. Греческая армия могла угрожать тылу и сообщениям Салоникского фронта. Два раза, в октябре и в декабре, державы Антанты потребовали от греческого правительства сдачи греческого флота, подчинения контролю Антанты важнейших государственных учреждений. Эти требования также были приняты. Антанта сделалась фактическим хозяином положения в Греции.

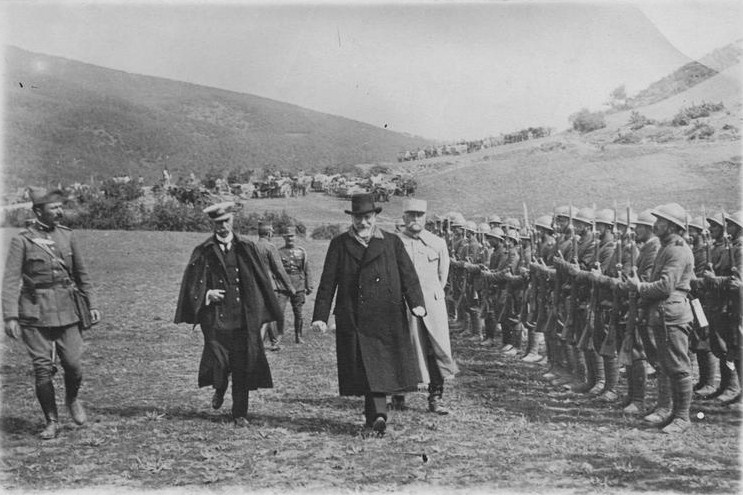
Премьер-министр Греции Элефтериос Венизелос на линии фронта.

Под давлением Антанты в октябре 1916 года Венизелос вновь стал премьер-министром. После этого по требованию Антанты король Константин 12 июня 1917 года отрёкся от престола, назначив своим преемником второго сына Александра. Новый греческий король взял курс на окончательное вступление в войну на стороне Антанты. 29 июня Греция объявила войну Германии. Тем самым силы Антанты на Салоникском фронте были увеличены, а также обеспечен тыл союзных войск.
Из иллюстрированного журнала «Искры» от 9 октября 1916 года

События в Греции. Как и следовало ожидать, вся греческая «трагикомедия» окончилась появлением временного правительства во главе с Венизелосом, а затем строгого ультиматума, который предъявил афинскому правительству французский адмирал Фурнье, командующий морскими союзными силами на Ближнем Востоке. Адмирал потребовал, чтобы броненосцы «Килкис», «Лемнос» и «Авероф» остались на местах их стоянки, находящиеся же на броненосцах орудия, минные аппараты и военное снаряжение должны быть сняты, а экипажи и штабы их доведены до 1/3 нормального состава. Суда легкого флота должны быть отведены в бухту Керацины в том состоянии, в котором в данную минуту находятся. Экипажам предоставлен выбор либо остаться на судах, либо присоединиться к удалившимся товарищам. Далее адмирал потребовал занятия батарей редутов, господствующих над Саламинским рейдом и каналом, а также двух фортов, доминирующих над Пиреем, и разоружения других фортов этой гавани. Офицеры союзных флотов назначены для несения полицейской службы в пирейском порту в целях обеспечения безопасности союзных армий на Ближнем Востоке. Союзные офицеры также назначены для полицейской службы на греческих железных дорогах. Словом, у афинского правительства взято все, что составляло гордость нации и оставлено только то, что его позорит. Лучшие люди Греции ушли из Афин и с первым греком Венизелосом организовали самостоятельное правительство, избрав местом пребывания остров Лесбос с историческим городом Митилини. Новое правительство организует самостоятельную армию, которая вместе с союзными войсками станет на защиту прав Греции. Все греки ищут причину укоренившегося зла в Греции и по французской поговорке chercher la femme находят её в сестре кайзера, супруге короля Константина, открыто называя её «злым гением» Греции. Конечно, это известно не только грекам, а известно каждому мало-мальски знакомому с греческими делами, которыми давно руководят заправилы из Берлина. Но всякому злу бывает конец.

Конфликт завершился давлением дипломатии и войск Антанты, изгнанием короля весной 1917 года, коронацией его сына Александра и вступлением Греции в войну на стороне Антанты. После войны Венизелос представлял Грецию на Парижской мирной конференции и добился включения в её состав Фракии и Ионии.

## Участие в боевых действиях
После вступления в войну 10 греческих дивизий присоединились к союзным войскам на Салоникском фронте, командующим греческими войсками был назначен генерал Панайотис Данглис. Греческие войска успешно провели ряд операций против болгарских войск в мае 1918 года.

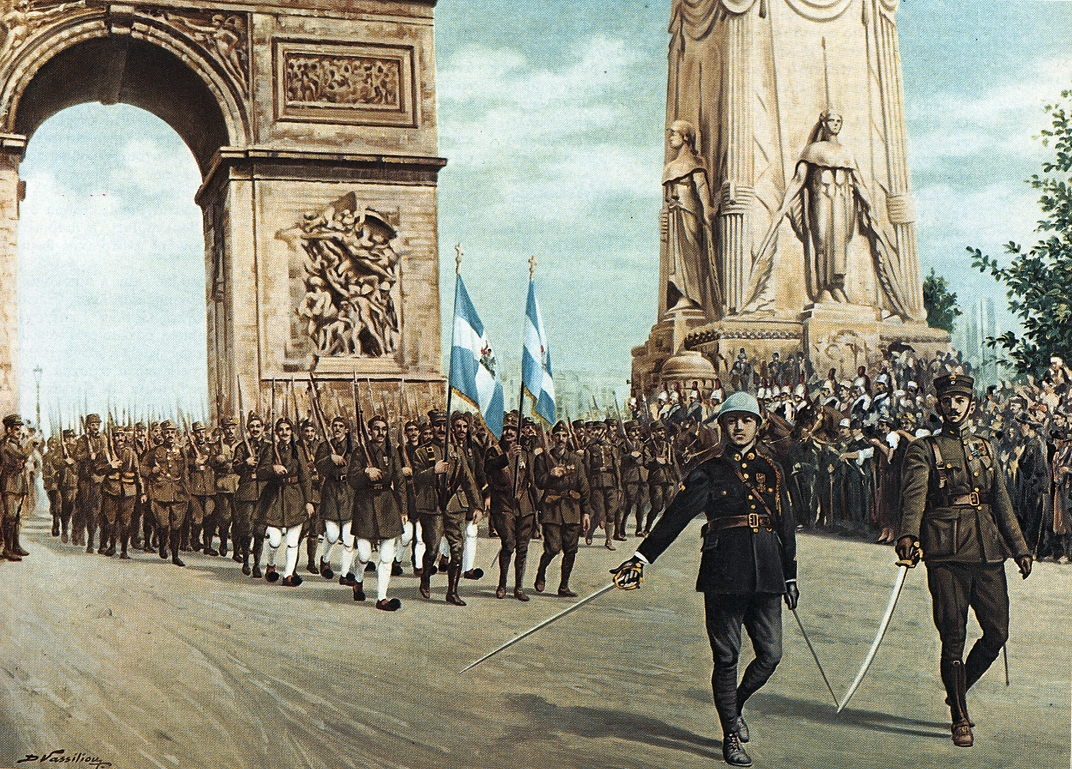
Греческая армия на параде победы, в Париже. 1919 год

В сентябре 1918 года греческие войска активно участвовали в успешном наступлении Антанты. Греческие дивизии участвовали в битве при Дойране, освобождении Сербии и ряде других операций в конце 1918 года. После успешного наступления союзных войск Болгария капитулировала, Первая мировая война завершилась.

## После войны
Будучи в лагере победителей, Греция получила большие территориальные приобретения. По Нёйискому договору Греция приобрела Западную Фракию, а по Севрскому договору 1920 года получала Восточную Фракию и регион вокруг Смирны (Измира).
За время боевых действий потери греческой армии составили около 5000 убитыми.